# Nikitienki (obwód smoleński)
Nikitienki (ros. Никитенки) – wieś (ros. деревня, trb. dieriewnia) w zachodniej Rosji, w osiedlu wiejskim Zaborjewskoje rejonu diemidowskiego w obwodzie smoleńskim.

## Geografia
Miejscowość położona jest nad jeziorem Czistik, przy drodze regionalnej 66N-0504 (Prżewalskoje – Chołm – 66K-11), 17 km od centrum administracyjnego osiedla wiejskiego (Zaborje), 31,5 km od centrum administracyjnego rejonu (Diemidow), 82 km od stolicy obwodu (Smoleńsk), 52 km od granicy z Białorusią.
W granicach miejscowości znajdują się ulice: Centralnaja, Chwojnaja, Dacznaja, Plażnaja, Siewiernaja, Sosnowaja.

## Demografia
W 2010 r. miejscowość zamieszkiwało 17 osób.

## Historia
W czasie II wojny światowej od lipca 1941 roku wieś była okupowana przez hitlerowców. Wyzwolenie nastąpiło we wrześniu 1943 roku.
Na mocy uchwały z dnia 28 maja 2015 roku wszystkie miejscowości (w tym Nikitienki) zlikwidowanej jednostki administracyjnej Worobjowskoje weszły w skład osiedla wiejskiego Zaborjewskoje.

## Osobliwości
- Grodiszcze 0,8 km na północ od dieriewni (VI–IV wiek p.n.e.)[7]